# Linothele zaia
Espèce
Linothele zaia est une espèce d'araignées mygalomorphes de la famille des Dipluridae.

## Distribution
Cette espèce est endémique d'Équateur. Elle se rencontre dans les provinces de Santo Domingo de los Tsáchilas et d'Imbabura.

## Description
La femelle holotype mesure 27,0 mm.
Le mâle décrit par Dupérré, Tapia et Bond en 2023 mesure 22,85 mm.

## Éthologie
Elle construit une toile mesurant 60 sur 40 centimètres sur laquelle se rencontre la kleptoparasite Mysmenopsis fernandoi.

## Systématique et taxinomie
Cette espèce a été décrite par Dupérré et Tapia en 2015.

## Publication originale
- Dupérré & Tapia, 2015 : « Descriptions of four kleptoparasitic spiders of the genus Mysmenopsis (Araneae, Mysmenidae) and their potential host spider species in the genus Linothele (Araneae, Dipluridae) from Ecuador. » Zootaxa, no 3972(3), p. 343-368.